# Randvaal
Randvaal – miasto, zamieszkane przez 1711 ludzi (2011), w Republice Południowej Afryki, w Gauteng.